# نیکول گیل اندرسون
 نیکول گیل اندرسون (انگلیسی: Nicole Gale Anderson؛ ۲۹ اوت ۱۹۹۰) یک هنرپیشه اهل ایالات متحده آمریکا است. وی از سال ۲۰۰۵ میلادی تاکنون مشغول فعالیت بوده‌است که از فعالیت‌های او میتوان به سریال دختران بدجنس۲ و اسپین آف سریال دروغگوهای‌کوچک‌زیبا ، ریونزوود اشاره کرد.